# 吉巴利夫卡
48°44′3″N 28°5′54″E / 48.73417°N 28.09833°E
吉巴利夫卡（烏克蘭語：Гибалівка），是烏克蘭的村落，位於該國西南部文尼察州，由日梅林卡區負責管轄，面積4.45平方公里，海拔高度250米，2001年人口2,123，人口密度每平方公里477.08人。